# Omar Er Rafik
Omar Er Rafik, né le 7 janvier 1986, était un footballeur franco-marocain qui évoluait au poste d'attaquant.

## Biographie

### FC Differdange 03 (2011-2017)
Après un passage en Belgique dans des clubs amateurs, le joueur rejoint en 2011 le FC Differdange 03, club de BGL Ligue, le plus haut échelon du football luxembourgeois.
Dès sa première saison, le joueur impressionne et termine meilleur buteur du championnat avec un total de 23 buts.
Finaliste malheureux de la Coupe du Luxembourg en 2013 face à l'AS La Jeunesse d'Esch, le joueur remporte le premier trophée de sa carrière l'année suivante dans la même compétition face au F91 Dudelange. La saison d'après, il remporte une nouvelle Coupe du Luxembourg face au même adversaire.
Au total, le joueur comptabilise un total de 127 buts inscrits sous les couleurs du FC Differdange 03, record dans l'histoire du club,.

### F91 Dudelange (2017-2020)
En 2017, il s'engage avec le F91 Dudelange, autre club de BGL Ligue.
Avec son nouveau club, il remporte pour la première fois de sa carrière le championnat de BGL Ligue.

#### Prêt à l'AS Jeunesse d'Esch (2018-2019)
Après une saison plus que moyenne au sein du F91 Dudelange, le joueur est prêté sans option d'achat à l'AS La Jeunesse d'Esch pour la saison 2018-2019.

#### Prêt au FC Swift Hesperange (2019-2020)
En 2019, il est de nouveau prêté en BGL Ligue, mais cette fois-ci au FC Swift Hesperange. 

### FC The Belval Belvaux (2020-2023)
Après un passage raté au F91 Dudelange, il s'engage avec le club amateur luxembourgeois du FC The Belval Belvaux.
En 2023, le joueur annonce sa retraite.

## Palmarès

### En club
| FC Differdange 03 (2) :                                                                                            | F91 Dudelange (1) :               |
| --- | --------------------------------- |
| - BGL Ligue - Vice-champion : 2015 et 2017 - Coupe du Luxembourg (2) - Vainqueur : 2014 et 2015 - Finaliste : 2013 | - BGL Ligue (1) - Champion : 2018 |

### Distinctions personnelles
- Meilleur buteur de BGL Ligue en 2011-2012 (23 buts).
- Meilleur buteur de BGL Ligue en 2016-2017 (26 buts).
- Meilleur buteur de l'histoire du FC Differdange 03 (127 buts).
- 5e meilleur joueur de BGL Ligue des 30 dernières années selon le magazine « Mental.lu »[11].